# GReeeN
GReeeN (* 27. April 1989; bürgerlich Pasquale Valentin Denefleh) ist ein deutscher Rapper und Sänger. Er ist vor allem in den Genres Alternative Hip-Hop, Battle-Rap und Reggae aktiv. Früher bezeichnete er sich auch als Der Grüne oder B!Smoke. Seit 2014 ist er auch unter dem Pseudonym Grinch Hill tätig, welches er als „primitive Seite“ des GReeeNs, beziehungsweise als seine „schwarze Seite“ bezeichnet.

## Leben
GReeeN stammt aus Mannheim. Er wuchs als Kind geschiedener Eltern mit seiner Schwester Céline Denefleh und seinem Bruder auf.

## Karriere
Drei Jahre lang war er als Teil des Duos die Zwei unterwegs. 2013 reichte er eine Qualifikation für die Splash!-Edition des Videobattleturniers (VBT) ein, die unter die besten 50 kam, aber mit 1,1 % im Uservote nicht für die Teilnahme reichte. Er nahm auch am JuliensBlogBattle 2013 teil. In der Qualifikation erreichte er 70 von 100 möglichen Punkten. Er verlor das erste Battle gegen Winin. Da dieser allerdings das Turnier verließ, bevor er gegen den Favoriten und späteren Turniersieger SpongeBOZZ antrat, ließ der Veranstalter Julien Sewering Greeen weiter antreten. Dieses Battle verlor er ebenfalls. In dem Juliensblogbattle 2014 trat er im ersten Bonus-Battle gegen den Zweitplatzierten des Jahres 2012, der Asiate, unter dem Namen Grinch Hill an. Dies tat er eigener Aussage nach, um seinen Battlerap von seiner normalen Musik zu trennen.
Sein Album Vergessenes Königreich nahm er in der Schweiz auf. Am 20. Januar 2016 wurde die Zusammenarbeit zwischen New Green Order Records und Sony Music Group bekanntgegeben.
2016 schied er im Halbfinale in der Juliens Music Cypher aus. Insgesamt wurde er Dritter.
Er hatte während der JMC mehrere Zusammenarbeiten mit Gary Washington, welcher letztendlich auch das Turnier gewann.

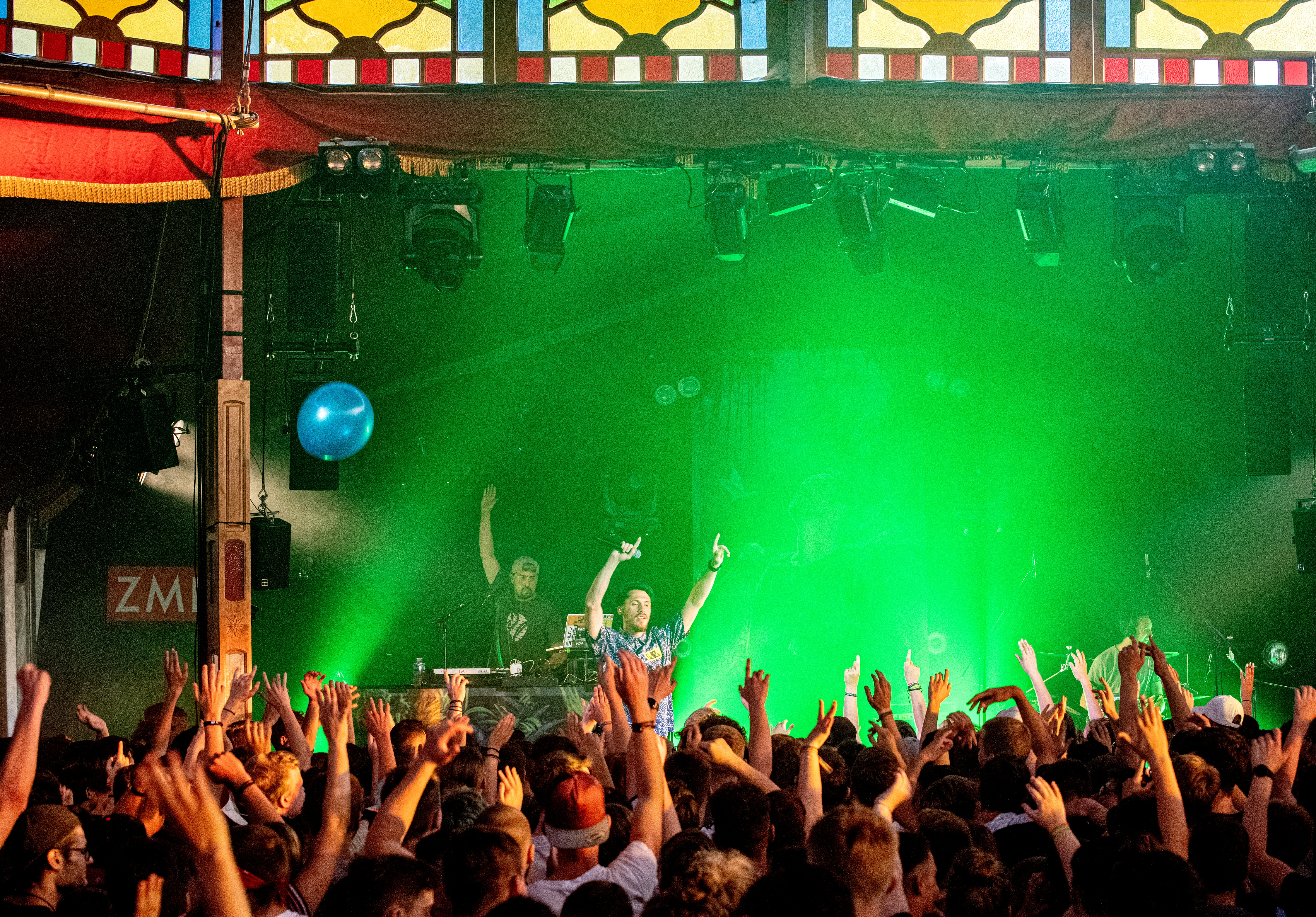
GReeeN auf dem ZMF 2019 in Freiburg

Am 28. Juni 2019 erschien sein zweites Studioalbum Smaragd in Zusammenarbeit mit Irievibrations Records (Groove Attack). Für den 8. November 2019 hat GReeeN eine neue Version seines letzten Albums angekündigt. Diese wird den Namen Smaragd Plus tragen und als Extended Play zusätzlich zu seinem Album erscheinen. Darin werden demnach ausschließlich neue Songs enthalten sein. Eine erste Singleauskopplung samt Musikvideo zu diesen neuen Titeln gab es am 27. September, mit dem Titel Keine Zeit. Am 21. Oktober 2019 erschien die zweite Singleauskopplung, Bruchteil.
Am 29. Mai 2020 brachte GReeeN das Lied Ab & An heraus. Gleichzeitig wurde auf YouTube das zugehörige Musikvideo veröffentlicht, in dem er sein drittes Studioalbum Highland für den 28. August 2020 ankündigt. Ab & An ist die erste Singleauskopplung aus diesem Album.
Am 23. Juli 2021 veröffentlichte GReeeN zusammen mit den Künstlern Patwah und Hägi das Album Hybrid. Im Gegensatz zu seinen vorherigen Studioalben ist dies kein Solowerk. Nach eigener Aussage ist Hybrid in nur vier Tagen entstanden.

## Grinch Hill

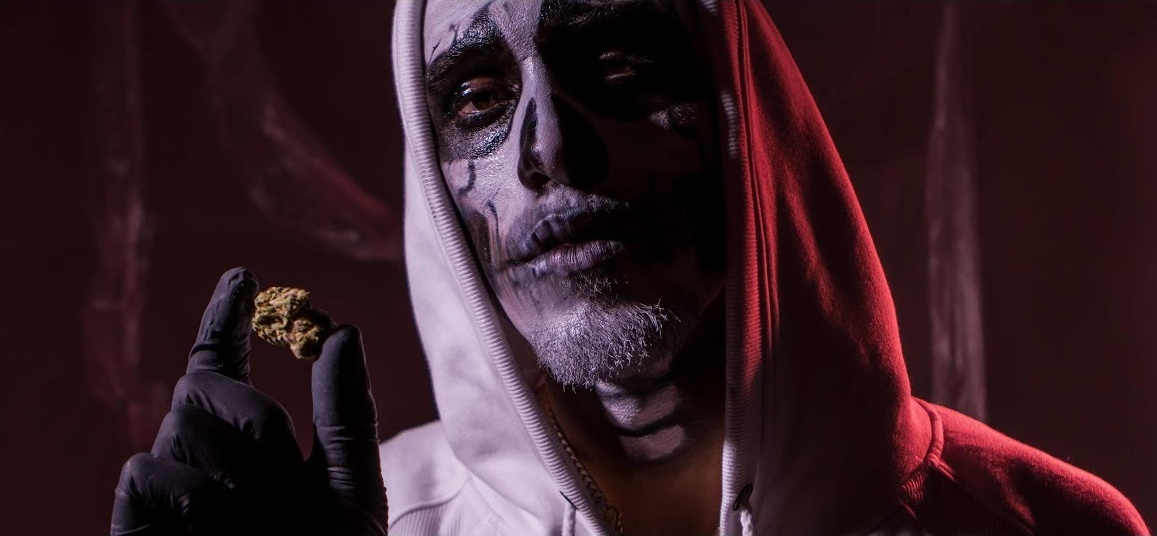
GReeeN, als Grinch Hill, in der JBB Qualifikation (2018)

Grinch Hill hatte 2014 seinen ersten Auftritt im JuliensBlogBattle und ist ein weiteres Pseudonym von GReeeN, welches als „der Böse Bruder“, „Antiheld“ oder „die schwarze Seite des Hippies“ beschrieben wird. Grinch ist meistens im Gesicht bemalt oder trägt eine eiserne Maske, die sich über das halbe Gesicht erstreckt. Der Unterschied zwischen GReeeN und Grinch Hill sind „die Texte“, so beschreibt es Denefleh. Ein weiterer Wiedererkennungswert sind die unterschiedlich dargestellten Persönlichkeiten unter den beiden Pseudonymen, die die Unterscheidung vereinfachen sollen. Seit dem Juliensblogbattle 2018, bei dem Grinch Vierter wurde, ist auch die Tonlage und Stimme von Grinch Hill etwas anders, sie ist eher dunkler als die eigentliche von GReeeN.

## Diskografie

### Studioalben
- 2015: Vergessenes Königreich (New Green Order Records)
- 2019: Smaragd (Irievibrations Records)
- 2020: Highland (Irievibrations Records)
- 2021: Hybrid (feat. Patwah, Hägi) (recordJet)
- 2021: Das verlorene Album

### EPs
- 2013: Alles grün (greeenmusic)
- 2014: Hippie 2.0 (greeenmusic)
- 2016: FREI (greeenmusic)
- 2018: Rappae (recordJet)
- 2018: Ach du Grüne Neune
- 2019: Remixes (Irievibrations Records)
- 2019: Smaragd Plus (Irievibrations Records)
- 2023: Glückskind
- 2024: Dropical GReeeN (Brokkoli Fabrik)

### Singles
- 2013: Eis Essen
- 2015: Kompassnadel
- 2015: Vergessenes Königreich
- 2015: Siya Jiva
- 2016: Lichterloh
- 2017: Du, du
- 2017: Gruppenzwang (feat. Der Asiate, 4tune)
- 2017: Süßes C
- 2017: Süßes Cannabis
- 2018: Stoned durch den Wald
- 2018: Rakete zünden
- 2018: Eismann
- 2019: Vorsatz
- 2019: Palmen aus Plastik
- 2019: Roll It Up
- 2019: Smaragd
- 2019: Honey Rider
- 2019: Keine Zeit
- 2019: Bruchteil
- 2020: Klopapier
- 2020: Ab & An
- 2020: Eiszeit
- 2020: Orchidee
- 2020: Van Gogh
- 2020: Highnachtsmann
- 2021: Lost
- 2021: Memories (feat. Patwah, Hägi)
- 2021: Könnte schlechter sein (feat. Patwah, Hägi)
- 2021: Erwartet (feat. Patwah, Hägi)
- 2021: Barfuss (feat. Patwah, Hägi)
- 2021: Einfach so (feat. Frink)
- 2021: Maria
- 2021: Bin für dich da
- 2021: Sie wirft Glück nach mir
- 2021: Bang Bang
- 2022: Funkeln
- 2022: Legenden (SpongeBOZZ, Gio & GReeeN feat. Der Asiate, Deamon und Johnny Diggson)
- 2022: Entkriminalisierung Sofort
- 2022: Klick
- 2022: Surrealität
- 2023: Verstehst mich nicht
- 2023: Letzter Smaragd
- 2023: Mogli
- 2023: Highnachtsmann 2
- 2024: so viel (feat. Hägi)
- 2024: Legal
- 2024: Panama
- 2025: Pusteblume
- 2025: Coconut
- 2025: Alles wird gut
- 2025: Tanzen auf Wolken

### EPs (als Grinch Hill)
- 2018: Fuck You Greeene Neune

### Singles (als Grinch Hill)
- 2014: Der Asiate - Grinch Hill vs Der Asiate (JuliensBlogBattle)
- 2016: Antiheld (JuliensMusicCypher)
- 2016: Fickfinger (JuliensMusicCypher)
- 2016: Private Paula (JuliensMusicCypher)
- 2016: Badass Rapper (JuliensMusicCypher)
- 2016: Tarantino Style (JuliensMusicCypher)
- 2016: 3 Kreuze / Lichterloh (JuliensMusicCypher)
- 2016: Merry Christmas 2
- 2017: Die schwarze Seite des Hippies (JuliensBlogBattle)
- 2017: Qualifikation
- 2017: David nein - Grinch Hill vs. David Nine (JuliensBlogBattle)
- 2018: Grabkerze - Grinch Hill vs. Zeptah (JuliensBlogBattle)
- 2018: Pudelrapper - Grinch Hill vs. Dryno (JuliensBlogBattle)
- 2018: Siffmaul - Grinch Hill vs. Herr Kuchen (JuliensBlogBattle)